# Shkodran Mustafi
Shkodran Mustafi (17 de abril de 1992, Bad Hersfeld, Alemania) es un exfutbolista alemán que también posee la nacionalidad albanesa. Jugaba como defensa y desde agosto de 2025 es entrenador asistente de la selección sub-21 de Alemania.
Fue internacional con la selección de Alemania en 20 ocasiones, siendo campeón de la Copa Mundial de Fútbol de 2014 y Copa FIFA Confederaciones 2017.

## Trayectoria

### Como jugador

#### Inicios y llegada a Inglaterra
Nació en Bad Hersfeld (Alemania) en una familia de etnia albanesa originaria de Macedonia del Norte. Empezó su carrera en las categorías inferiores del 1. FV Bebra, y tras una temporada en el SV Rotenburg fichó en 2006, con 14 años, por las categorías inferiores del Hamburgo SV.
En mayo de 2009, con 17 años, fichó por el Everton F. C. de Inglaterra, en un principio para el equipo filial, rechazando ofertas del Manchester City y el Newcastle United. El técnico David Moyes le hizo debutar en partido oficial el 17 de diciembre de 2009 sustituyendo a Tony Hibbert en el minuto 75 de la derrota 0-1 contra el BATE Borisov en la Liga Europa de la UEFA. Fue convocado en enero para partidos de la Premier League contra el Arsenal y el Manchester City, pero no llegó a jugar.
No participó en las siguientes dos temporadas (2010-11 y 2011-12), solo fue convocado en 9 partidos de liga, por lo que se acordó rescindir su contrato en el mercado de invierno de la temporada 2011-12.

#### U. C. Sampdoria
En enero de 2012 llegó libre con 20 años a la  U. C. Sampdoria de la Serie B y firma un contrato hasta junio de 2016. Solo jugó un partido esta temporada y fue en la última jornada del campeonato, el 26 de mayo de 2012, como titular y jugando los 90 minutos de la derrota 3-1 frente a la AS Varese en el estadio Franco Ossola. En el play-off de ascenso, la Sampdoria consiguió ascender a la Serie A.
La siguiente temporada empezó a contar mucho más en el equipo, y debutó en la máxima categoría del fútbol italiano en la Jornada 12 el 11 de noviembre de 2012, en la derrota 2-0 frente al Palermo en el estadio Ranzo Barbera, jugando de lateral derecho. Jugó un total de 17 partidos oficiales en toda la temporada.
La temporada 2013-14 se hizo titular indiscutible en la defensa de la Sampdoria, y logra su primer gol como profesional fue en la jornada 9, el 26 de octubre de 2013, marcando el gol de la victoria 1-0 de la Sampdoria frente al Atalanta en el estadio Luigi Ferraris. Su titularidad y su participación en 33 partidos oficiales no pasaron desapercibidos para el seleccionador alemán, Joachim Löw, que lo convocó para disputar el Mundial 2014.

#### Valencia C. F.
Tras el Mundial 2014 y con el fichaje de Jérémy Mathieu por el Barcelona, el Valencia C. F. buscaba centrales para su defensa, y el mánager general valencianista, Rufete contrató a Mustafi a cambio de 8 millones de euros. Llegó con problemas físicos que le impidieron tener el tono físico adecuado para debutar hasta la Jornada 5, el 25 de septiembre de 2014, en la victoria 3-0 frente al Córdoba C. F. en Mestalla. Desde ese momento pasó a ser titular indiscutible y formó una gran pareja defensiva con el central argentino, Nicolás Otamendi. Esto le llevó a formar parte del once ideal de la LFP en el mes de octubre. Precisamente, el 25 de octubre consiguió su primer gol como valencianista al marcar el primero de la victoria 3-1 frente al Elche C. F. en Mestalla, y en la jornada siguiente, el 2 de noviembre, logró marcar por primera vez en su carrera dos goles en un mismo partido, frente al Villarreal C. F. en El Madrigal, con victoria 1-3 para el Valencia.

#### Arsenal F. C.
El 27 de agosto de 2016, se unió al equipo inglés del Arsenal por un precio no divulgado supuestamente por una cifra que superaba los 35 millones de euros. Hizo su debut en la Premier en un partido contra el Southampton en el Emirates Stadium el 10 de septiembre de 2016. Mustafi batió el récord invicto de Bacary Sagna de 17 partidos en el club en el empate 3 a 3 contra el AFC Bournemouth con su juego número 18 sin derrota. En enero de 2017 anotó su primer gol para el club en una victoria en casa por 2 a 1 sobre el Burnley.

#### Primera experiencia en Alemania y regreso a España
El 1 de febrero de 2021 firmó hasta final de temporada por el F. C. Schalke 04. El 2 de septiembre del mismo año regresó a España y a la Comunidad Valenciana tras llegar a un acuerdo con el Levante U. D. por dos años más uno opcional. Participó en 15 partidos, en los que consiguió dos goles, y abandonó el club al finalizar su contrato en julio de 2023.

### Como entrenador
El 25 de junio de 2024 la DFB anunció su incorporación a la selección sub-17 para ejercer de segundo entrenador de Marc Meister. En agosto de 2025 ascendió a la sub-21 para ser asistente de Antonio Di Salvo, ocupando el puesto que había dejado vacante Hermann Gerland.

## Selección nacional

### Categorías inferiores
Mustafi jugó para la selección sub-17 de Alemania, con la cual ganó el Europeo sub-17. Siguió jugando con Alemania a pesar de declarar sentirse más albanés por su familia,  y en 2013 jugó dos partidos con la selección sub-21.

### Selección absoluta
La polémica vino cuando a principios de 2014, cuajando una gran temporada en la Sampdoria, fue convocado casi al mismo tiempo por Gianni De Biasi (Albania) y Joachim Löw (Alemania). El futbolista optó por jugar con Alemania, a pesar de haber declarado sentirse más albanés, lo que algunos consideraron como una traición a Albania. Fue convocado el 28 de febrero de 2014 por Joachim Löw para un partido amistoso frente a Chile el 5 de marzo, donde Mustafi no llegó a debutar.
El 13 de mayo de 2014 sí debutó con Alemania, además como titular, en un amistoso contra Polonia que terminó 0-0. Entró en la lista preliminar de 30 jugadores con opciones de disputar el Mundial 2014, aunque en principio no entró en los convocados definitivos. En cambio el 7 de junio, a poco más de una semana de disputar el primer partido del Mundial, Mustafi fue convocado oficialmente por Joachim Löw a causa de la inesperada lesión de Marco Reus.

#### Mundial 2014
En el primer partido de Alemania en el Mundial, frente a Portugal el 16 de junio, debutó en el minuto 74 sustituyendo a Mats Hummels, con victoria 3-0 en el marcador y finalmente el resultado fue de 4-0. En el siguiente partido, frente a Ghana el 21 de junio, también participó jugando todo el segundo tiempo tras sustituir a Jérôme Boateng. En los octavos de final frente a Argelia el 30 de junio, salió de titular por una inesperada enfermedad de Hummels, pero en el minuto 70 tuvo que ser sustituido por Khedira a causa de un desgarro en la parte posterior del muslo derecho, perdiéndose así el resto del campeonato, que finalmente ganó Alemania proclamándose campeona del mundo.
Tras recuperarse y coger la forma física en su nuevo club, el Valencia, volvió a ser convocado para dos encuentros de la clasificación para la Eurocopa 2016, pero no participó en ninguno de ellos. En cambio sí fue titular y jugó los 90 minutos del encuentro frente a Gibraltar el 14 de noviembre de 2014, con 4-0 a favor de los alemanes, y días después, el 18 de noviembre también jugó todo el encuentro amistoso frente a España que terminó también con victoria alemana 0-1.

#### Eurocopa 2016
Mustafi debutó en la Eurocopa 2016 con la selección de fútbol de Alemania ante la selección de fútbol de Ucrania. El equipo alemán derrotó al equipo ucraniano con goles de Mustafi y Bastian Schweinsteiger. El equipo alemán perdió en la semifinal ante Francia 2-0.

### Eventos internacionales
| Torneo                    | Sede    | Resultado   |
| ------------------------- | ------- | ----------- |
| Mundial 2014              | Brasil  | Campeón     |
| Eurocopa 2016             | Francia | Semifinales |
| Copa Confederaciones 2017 | Rusia   | Campeón     |

## Clubes
- Actualizado a fin de carrera.[27]

| Club                 | País       | Año       | Partidos | Goles |
| -------------------- | ---------- | --------- | -------- | ----- |
| Everton F. C. sub-23 | Inglaterra | 2009-2012 | 34       | 1     |
| Everton F. C.        | Inglaterra | 2009-2011 | 1        | 0     |
| U. C. Sampdoria      | Italia     | 2012-2014 | 53       | 2     |
| Valencia C. F.       | España     | 2014-2016 | 81       | 6     |
| Arsenal F. C.        | Inglaterra | 2016-2021 | 151      | 9     |
| F. C. Schalke 04     | Alemania   | 2021      | 13       | 1     |
| Levante U. D.        | España     | 2021-2023 | 15       | 2     |

## Palmarés

### Títulos nacionales
| Título           | Club          | País       | Año  |
| ---------------- | ------------- | ---------- | ---- |
| FA Cup           | Arsenal F. C. | Inglaterra | 2017 |
| FA Cup           | Arsenal F. C. | Inglaterra | 2020 |
| Community Shield | Arsenal F. C. | Inglaterra | 2020 |

### Títulos internacionales
| Título                 | Club (*) | País     | Año  |
| ---------------------- | -------- | -------- | ---- |
| Europeo sub-17         | Alemania | Alemania | 2009 |
| Copa Mundial de Fútbol | Alemania | Brasil   | 2014 |
| Copa Confederaciones   | Alemania | Rusia    | 2017 |

(*) Incluyendo la selección.

## Enlkaces externos
- Ficha en DFB

- Datos: Q694014
- Multimedia: Shkodran Mustafi / Q694014